# Enemy of God
Enemy of God é o décimo primeiro álbum de estúdio da banda alemã de thrash metal Kreator, lançado em 2005.
O álbum tem faixas que vão das bases mais tradicionais até arranjos mais sofisticados. Destacam-se as faixas "Impossible Brutality", "Voices of The Dead", "Suicide Terrorist" e a faixa-título.

## Faixas
Todas as faixas foram compostas por Mille Petrozza.
| N.º | Título                              | Duração |  |
| 1.  | "Enemy of God"                      | 5:43    |  |
| 2.  | "Impossible Brutality"              | 4:30    |  |
| 3.  | "Suicide Terrorist"                 | 3:28    |  |
| 4.  | "World Anarchy"                     | 3:55    |  |
| 5.  | "Dystopia"                          | 3:41    |  |
| 6.  | "Voices of the Dead"                | 4:33    |  |
| 7.  | "Murder Fantasies"                  | 4:50    |  |
| 8.  | "When Death Takes It's Dominion"    | 5:38    |  |
| 9.  | "One Evil Comes - A Million Follow" | 3:19    |  |
| 10. | "Dying Race Apocalypse"             | 4:40    |  |
| 11. | "Under a Total Blackened Sky"       | 4:28    |  |
| 12. | "The Ancient Plague"                | 9:29    |  |

| Faixas da edição limitada - DVD bônus |                                    |         |  |
| N.º                                   | Título                             | Duração |  |
| 1.                                    | "Impossible Brutality" (videoclip) |         |  |
| 2.                                    | "Making of "Impossible Brutality"" |         |  |
| 3.                                    | "Making of Enemy of God"           |         |  |
| 4.                                    | "Violent Revolution" (live clip)   |         |  |
| 5.                                    | "Phobia" (live clip)               |         |  |

| Enemy of God Revisited - bonus DVD |                                                                         |         |  |
| N.º                                | Título                                                                  | Duração |  |
| 1.                                 | "Intro" (Live Wacken 2005)                                              |         |  |
| 2.                                 | "Enemy of God" (Live Wacken 2005)                                       |         |  |
| 3.                                 | "Impossible Brutality" (Live Wacken 2005)                               |         |  |
| 4.                                 | "Pleasure to Kill" (Live Wacken 2005)                                   |         |  |
| 5.                                 | "Phobia" (Live Wacken 2005)                                             |         |  |
| 6.                                 | "Violent Revolution" (Live Wacken 2005)                                 |         |  |
| 7.                                 | "Suicide Terrorist" (Live Wacken 2005)                                  |         |  |
| 8.                                 | "Extreme Aggression" (Live Wacken 2005)                                 |         |  |
| 9.                                 | "People of the Lie" (Live Wacken 2005)                                  |         |  |
| 10.                                | "Voices of the Dead" (Live Wacken 2005)                                 |         |  |
| 11.                                | "Terrible Certainty" (Live Wacken 2005)                                 |         |  |
| 12.                                | "Betrayer" (Live Wacken 2005)                                           |         |  |
| 13.                                | "Flag of Hate" (Live Wacken 2005)                                       |         |  |
| 14.                                | "Tormentor" (Live Wacken 2005)                                          |         |  |
| 15.                                | "Reconquering the Throne" (Bonus Bootleg Live at the Rockpalast)        |         |  |
| 16.                                | "Renewal" (Bonus Bootleg Live at the Rockpalast)                        |         |  |
| 17.                                | "Servant in Heaven-King in Hell" (Bonus Bootleg Live at the Rockpalast) |         |  |
| 18.                                | "Making of Enemy of God" (Video Clip)                                   |         |  |
| 19.                                | "Enemy of God" (Video Clip)                                             |         |  |
| 20.                                | "Dystopia" (Video Clip)                                                 |         |  |
| 21.                                | "Impossible Brutality" (Video Clip)                                     |         |  |
| 22.                                | "Dying Race Apocalypse" (Video Clip)                                    |         |  |

Enemy of God Revisited é um DVD da banda, produzido em 2005 na 16° edição do WOA na Alemanha.

## Créditos
- Mille Petrozza — guitarra, vocal
- Ventor — bateria
- Christian Giesler — baixo
- Sami Yli-Sirniö — guitarra

### Participação
- Michael Amott - segundo solo em "Murder Fantasies".

## Desempenho nas paradas musicais
| Paradas musicais                      | Posição |
| ------------------------------------- | ------- |
| Áustria (Ö3 Austria Top 40)           | 45      |
| Bélgica (Ultratop Flandres)           | 90      |
| França (SNEP)                         | 84      |
| Alemanha (Offizielle Deutsche Charts) | 19      |
| Suécia (Sverigetopplistan)            | 38      |